# Abdelaziz Tawfik
Abdelaziz Tawfik (ur. 24 maja 1986 w Kairze) – egipski piłkarz grający na pozycji lewego pomocnika. Od 2014 jest zawodnikiem Tala’ea El-Gaish SC.

## Kariera reprezentacyjna
W reprezentacji Egiptu zagrał w 5 meczach.